# Guido Romano
Guido Romano (Modena, 3 dicembre 1887 – Altopiano dei Sette Comuni, 18 giugno 1916) è stato un ginnasta italiano, medaglia d'oro nella gara di concorso a squadre di Ginnastica ai Giochi olimpici di Stoccolma 1912 (squadra composta, oltre che da Romano, da Pietro Bianchi, Guido Boni, Alberto Braglia, Giuseppe Domenichelli, Carlo Fregosi, Alfredo Gollini, Francesco Loi, Luigi Maiocco, Giovanni Mangiante, Lorenzo Mangiante, Serafino Mazzarocchi, Paolo Salvi, Luciano Savorini, Adolfo Tunesi, Giorgio Zampori, Umberto Zanolini e Angelo Zorzi).

## Carriera
Partecipò al concorso individuale alle Olimpiadi di Londra nel 1908 e a quello individuale e a squadre alle Olimpiadi di Stoccolma nel 1912, vincendo l'oro in quest'ultima competizione davanti alle squadre di Ungheria e Gran Bretagna.
Morì sull'Altopiano di Asiago (Vicenza) il 18 giugno 1916, nel corso della Strafexpedition o Battaglia degli Altipiani (15 maggio - 27 giugno 1916).
Gli è intitolata la piscina pubblica Guido Romano in Via Ampere a Milano, ove è presente una lapide dedicatagli dal Comune e dalla famiglia.

## Palmarès
| Anno | Manifestazione  | Sede      | Evento             | Risultato |
| ---- | --------------- | --------- | ------------------ | --------- |
| 1912 | Giochi olimpici | Stoccolma | Concorso a squadre | Oro       |